# Jovanovići
Jovanovići Jedno od bunjevačkih plemena koji su jedna od najbrojnijih grana hrvatskog naroda čija je kolijevka u zapadnoj Hercegovini i u kontinentalnoj Dalmaciji. Jovanovići se 1627. godine s tih područja sele u Primorje (Zagon, Crikvenica i Novi Vinodolski) u sklopu druge selidbe Bunjevaca-Krmpoćana. Glavni razlog takve selidbe je prijetnja Turaka, a privolu za takvu akciju dobili su od Nikole i Jurja Zrinskog.